# فسفوریلازها
فسفوریلازها (انگلیسی: Phosphorylase) گروهی از آنزیم‌ها هستند که کارشان افزودن یک عامل فسفات از فسفر غیرآلی (فسفات+هیدروژن) به یک گیرنده است.
A-B + P {\displaystyle \rightleftharpoons } A + P-B
این آنزیم‌ها، شامل آنزیم‌های آلوستریک است که ساختِ گلوکز ۱-فسفات را از یک گلوکان نظیر گلیکوژن، نشاسته یا مالتودکسترین کاتالیز می‌کنند.
گاهی نیز به‌افتخار دکتر «ارل دابلیو. ساترلند جونیور»، به آنزیم «گلیکوژن فسفریلاز» به اختصار «فسفریلاز» می‌گویند. هم‌او بود که در اواخر دههٔ ۳۰ میلادی، نخستین آنزیم فسفریلاز را کشف کرد.